# Переживання (психологія)
Переживання — душевний стан, емоційно забарвлена внутрішньопсихічна сторона життєдіяльності людини. Існує кілька аспектів розуміння цього явища:

## Визначення поняття
1. Переживання — емоційні процеси і стани, які супроводжують особистісно значущі форми активності людини (поведінка, діяльність, спілкування, сприйняття, спогади, уява, бажання та інші). Переживання розрізняються по знаку (приємні і неприємні), по силі, по тривалості, за змістом. Існує потреба людини в переживаннях, яка реалізується в прагненні відчувати необхідні відчуття, отримувати враження, переживати емоції тощо.
2. Переживання — переробка свідомістю людини подій її життя, перетворення їх на життєвий досвід. Таке розуміння переживання аналогічно англійської поняттю experience, що перекладається і як досвід, і як переживання. Крім формування життєвого досвіду особистості, процеси переживання сприяють прояву ставлення людини до подій власного життя, усвідомлення їх особистісних смислів. Переживання пов'язані з сенсом життя людина. За Віктором Франклом цінності переживання є важливою сферою, в якій можливе набуття втраченого сенсу життя. На цьому заснований запропонований ним метод лікування ноогенних неврозів — логотерапія.
3. Переживання — особлива внутрішня діяльність, спрямована на подолання людиною дисгармонійного емоційного стану, пов'язаного з критичними життєвими ситуаціями, на підвищення гармонійності та свідомості життя. Подібні переживання становлять основу «роботи скорботи», «роботи гострого горя», викликаних тяжкою втратою.  Ф. Ю. Василюк, аналізуючи поняття переживання, показав, що воно виконує захисну і компенсаторну функції, протікає за принципом захисних механізмів і має на меті: тут-і-тепер задоволення, реалізацію мотиву, впорядкування внутрішнього світу, самоактуалізацію. Типи переживань визначаються типологією життєвого світу особистості.